# Kristine Harutyunyan
Kristine Harutyunyan, född 18 maj 1991, är en armenisk friidrottare. Hon deltog vid olympiska sommarspelen 2012.